# Операция «Циклон»
Операция «Циклон» (англ. Operation Cyclone) — кодовое название программы Центрального разведывательного управления США по вооружению афганских моджахедов во время Афганской войны (1979—1989 годы). По оценке  журнала Time в 2003 году, «Циклон» была одной из самых продолжительных и самых дорогостоящих тайных операций ЦРУ, осуществлявшаяся с целью предотвращения, как полагало правительство США, основываясь на ошибочном выводе прогноза ЦРУ от 1977 года о предстоящем дефиците нефти в СССР, попытки экспансии СССР на Ближний Восток с целью контроля над нефтяными запасами региона; одним из получателей военной помощи от США был Усама бен Ладен. Финансирование программы началось с 20—30 млн долларов США в год и к 1987 году достигло уровня 630 млн долларов в год.

## Предыстория
Советник президента США Картера по национальной безопасности Збигнев Бжезинский утверждал, что имели место усилия США по вовлечению СССР в дорогостоящий и по возможности отвлекающий военный конфликт наподобие Вьетнамской войны. В своём интервью 1998 года французскому журналу Le Nouvel Observateur Бжезинский вспоминал:

Мы не толкали русских вмешиваться, но мы намеренно увеличили вероятность, что они это сделают… Секретная операция была отличной идеей. Её результатом стало заманивание Советского Союза в афганскую ловушку… В день, когда Советский Союз официально пересёк границу, я написал президенту Картеру: «Теперь у нас есть шанс дать Советскому Союзу свою Вьетнамскую войну».

В своих интервью «Как Джимми Картер и я положили начало моджахедам» (англ. How Jimmy Carter and I Started the Mujahideen), «Я сделал бы это снова» (англ. I’d Do It Again) Бжезинский прямо заявляет о роли ЦРУ США в подготовке афганских моджахедов.

## Программа

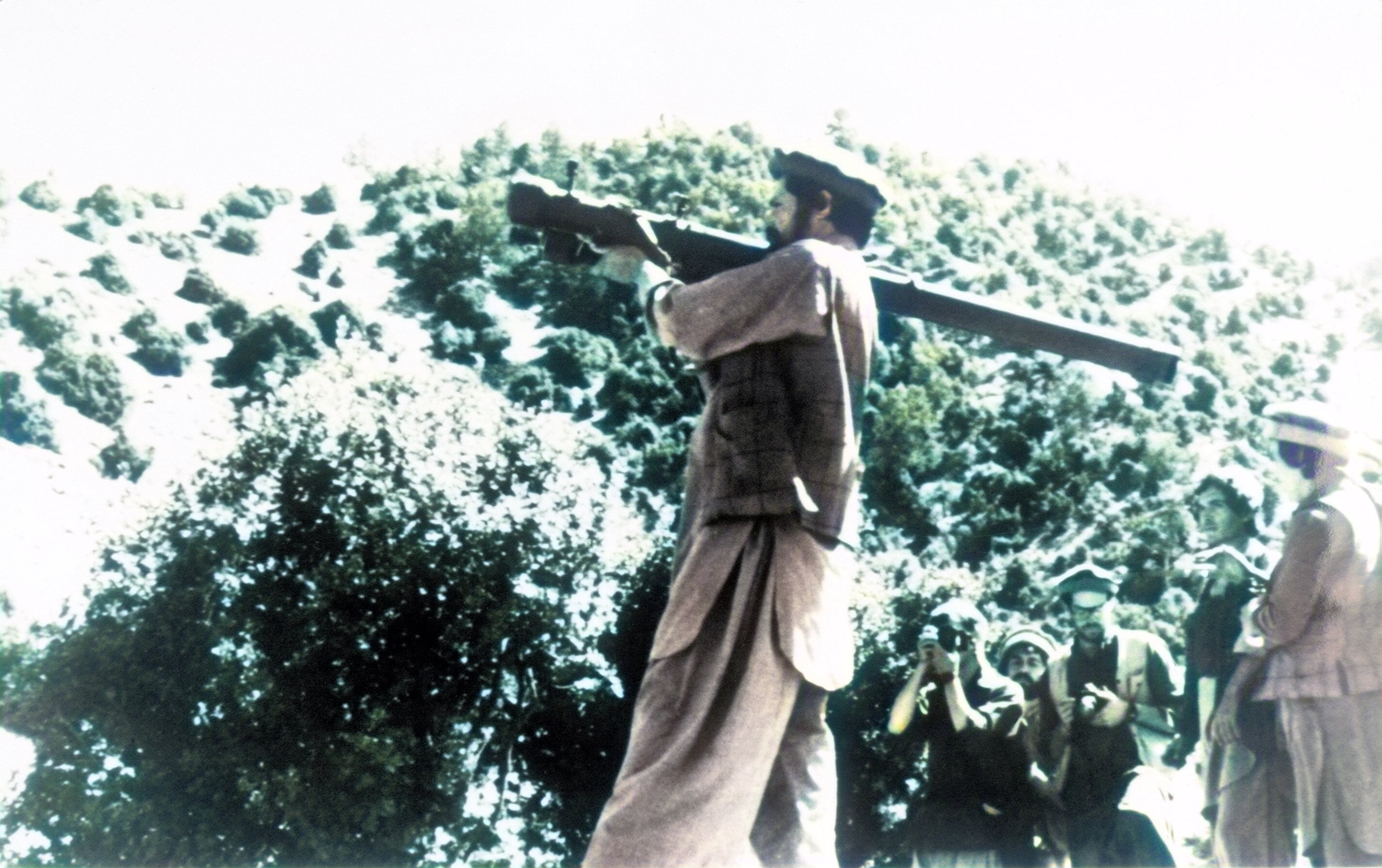
Афганский моджахед со Стрелой-2, 26 августа 1988 года

3 июля 1979 года американский президент Джимми Картер подписал президентский указ, санкционирующий финансирование антикоммунистических сил в Афганистане. После ввода советских войск в Афганистан и назначения более просоветского президента, Бабрака Кармаля, Картер объявил: «Советское вторжение в Афганистан — это самая большая угроза миру со времён Второй мировой войны».
Главным образом, программа основывалась на использовании пакистанской разведки (ISI) в качестве посредника для распределения финансирования, снабжения оружием и обучения афганских сил оппозиции. Помимо финансирования со стороны аналогичных программ английской МИ-6 и Особой воздушной службы, Саудовской Аравии и Китайской Народной Республики, ISI занималась вооружением и обучением свыше 100 000 бойцов партизанских вооружённых формирований за период с 1978 по 1992 год. Они также занимались вербовкой добровольцев из арабских государств в ряды афганских бандформирований для борьбы с советскими войсками, дислоцированными в Афганистане.
США предоставили два транша экономической помощи и военных контрактов для поддержки Пакистана в его роли в войне против советских войск в Афганистане. Первый шестилетний транш (1981—1987) размером в 3,2 миллиарда долларов США, был поровну поделён между экономической помощью и военными контрактами. Кроме того, в период с 1983 по 1987 год Пакистаном было закуплено у США 40 самолётов F-16 на сумму 1,2 млрд. Размер второго шестилетнего транша (1987—1993) составлял 4,2 млрд. Из них 2,28 млрд были выделены на экономическую помощь в виде грантов или ссуд под низкий процент (2—3 %). Остальная часть суммы (1,74 млрд) была предоставлена в форме кредита на военные закупки. Продажам Пакистану неамериканского оружия для ведения войны в Афганистане содействовал Израиль. Таким образом, стране было предоставлено примерно от 3 до 20 миллиардов долларов США на подготовку и снабжение отрядов афганских моджахедов различного рода вооружением, включая переносные ракетно-зенитные комплексы «Стингер».
Из года в год финансирование программы увеличивалось благодаря активной поддержке некоторых американских политиков и госслужащих, таких как, конгрессмены Чарльз Уилсон и Гордон Хамфри, директор ЦРУ Уильям Кейси и заместитель министра обороны по политике Фред Айкл.

## Последствия
После того как в декабре 1979 года советские войска вошли в Афганистан, считалось, что Советский Союз пытался расширить свои южные границы, чтобы закрепиться в регионе. Это расширение на юг, казалось, предшествовало дальнейшему продвижению на восток в сторону Пакистана и на запад — к Ирану. Американские политики, как республиканцы, так и демократы, не знали об участии США и опасались, что Советский Союз намеревается получить контроль над ближневосточной нефтью. Другие считали, что Советский Союз пытался воспрепятствовать распространению иранской исламской революции и афганской исламизации на миллионы мусульман в СССР.
После вторжения Картер сделал заявление, ставшее известным как «доктрина Картера», что США не допустят никакую внешнюю силу контролировать Персидский залив. США потеряли интерес к Афганистану после вывода из него советских войск (1988). Американское финансирование лидера афганского сопротивления Гульбеддина Хекматияра и его Исламской партии Афганистана было сразу же прекращено. США также снизили объём своей помощи афганским беженцам в Пакистане.
В октябре 1990 года американский президент Джордж Буш старший отказался признать, что Пакистан не обладает ядерными зарядами, и тем самым санкционировал наложение санкций на Пакистан согласно поправке Пресслера (1985) в закон Конгресса об иностранной помощи. Это решение аннулировало обязательства 1987 года по предоставлению второго транша и прервало экономическую помощь и военные поставки в Пакистан (за исключением той экономической помощи, которая уже была направлена в Пакистан). Также были прекращены программы подготовки военных специалистов и часть пакистанских офицеров, проходивших стажировку в США, была отозвана домой.

## Критика
Американское правительство подвергалось критике за то, что оно позволило Пакистану направить афганскому лидеру партизан из Исламской партии Афганистана Гульбеддину Хекматияру, которого пакистанское руководство считало своим союзником, несоразмерный объём своих средств. Хекматияр критиковался за убийства других моджахедов и нападения на мирное население, включая артобстрел Кабула американскими вооружениями, который привёл к 2000 жертв. О нём говорили, что он был в дружественных отношениях с Усамой бен Ладеном, основателем Аль-Каиды, который руководил программой помощи «афганским арабам-добровольцам» Мактаб Аль-Хадамат для ведения войны в Афганистане. Обеспокоенный его поведением, пакистанский лидер, генерал Зия-уль-Хак, предупредил Хекматияра: «Пакистан сделал его афганским лидером, и Пакистан может его также уничтожить, если он продолжит плохо себя вести».
В конце 1980-х пакистанский премьер-министр Беназир Бхутто, обеспокоенная возросшей силой движения исламистов, сказала президенту Джорджу Бушу: «Вы создаёте Франкенштейна».
Адам Дольник пишет, что существуют данные о сотрудничестве Усамы бен Ладена с представителями США в рамках программы помощи афганским моджахедам. По различным оценкам, в войне принимало участие примерно 35 000 иностранных мусульман из 43 исламских стран, многие из которых затем участвовали в террористической деятельности Аль-Каиды.
Однако власти США утверждают, что все финансирование направлялось местным афганским повстанцам, и отрицают, что какие-либо их средства использовались для поддержания Усамы бен Ладена или иностранных арабских моджахедов. Британский эксперт по исламскому экстремизму Джейсон Берк писал, что финансирование направлялось Гульбеддину Хекматияру, а будущий создатель и глава Аль-Каиды Усама бен Ладен на тот момент не представлял собой ничего серьёзного: его группировка едва превышала дюжину человек и сильно зависела от других исламистских организаций, таких как Египетский исламский джихад.

## Популярная культура
Биографическая драма «Война Чарли Уилсона» (2007) основана на одноимённой книге Джорджа Крайла и рассказывает о техасском конгрессмене-демократе Чарльзе Уилсоне, который в 1980-х годах отвечал за финансирование программы.